# 高松市立築地小学校
高松市立築地小学校（たかまつしりつ つきじしょうがっこう）は、かつて香川県高松市築地町にあった市立小学校。児童数減少によって市立新塩屋町小学校及び市立松島小学校と統合され、2010年3月31日をもって閉校した。校区は旧松島小学校跡に新設の高松市立高松第一小学校へ引き継がれた。

## 概要
高松市の中心部に位置する小学校である。校区内には香川県一の繁華街である瓦町・常磐町界隈を含む。
閉校後の跡地は中心部に位置する貴重な公共用地であることから売却はされず、運動場や体育館も存続させるなど既存校舎も活用される。南棟校舎は耐震補強工事の上、1階と2階を地域のコミュニティ活動の場として利用し、北棟校舎とプールについては解体の上、跡地に緑地帯等を整備する。

## 学校データ
- 児童数：119人（2009年度[2]）
- 児童愛称：

学校施設（2008年5月1日時点）
- 普通教室：11教室
- 特別教室：11教室
- 校舎面積：4116m2
- 体育館面積：889m2

服装規定
- 制服：あり（通年必用）
- 防寒着：なし

## 歴史

### 年表
- 2010年（平成22年）3月21日 - 閉校式典挙行[3]。
- 2010年（平成22年）3月31日 - 閉校。

### 全校児童数の推移
中心部におけるドーナツ化現象の進行で児童数は減少している。
- 1999年度：132人
- 2000年度：126人（-6人）
- 2001年度：122人（-4人）
- 2002年度：137人（+15人）
- 2003年度：129人（-8人）
- 2004年度：117人（-12人）
- 2005年度：124人（+7人）
- 2006年度：123人（-1人）
- 2007年度：119人（-4人）
- 2008年度：120人（+1人）
- 2009年度：119人（-1人）

## 通学区域
通学区域は高松市中心部の一部。北は御坊町や新塩屋町小学校南側まで、東は杣場川まで、南はことでん長尾線敷や常磐町商店街付近まで、西は丸亀町・南新町商店街の東側までが校区である。
1.
御坊町（5～7番地）
福田町
塩屋町2番地5～9、3番地～16番地（16番地2を除く）
築地町（新塩屋町小学校区を除く）
瓦町一丁目（7～13番地）
瓦町二丁目
常磐町一丁目
八坂町
塩上町一丁目1番～7番
塩上町二丁目
塩上町三丁目
2.
古馬場町
瓦町一丁目（1～6番地）
御坊町（1～4、8～10番地）

## 進学先中学校
- 高松市立光洋中学校（1.の通学区域）
- 高松市立城内中学校（2.の通学区域）

## 校区内の主な施設
- 国道11号高松北バイパス
- ことでん瓦町駅
- コトデン瓦町ビル（瓦町FLAG）
- 親和会
- 無量寿院
- 福善寺
- 大井戸水神社
- 常磐町商店街

## 交通
- ことでん志度線今橋駅：徒歩3分
- ことでんバス築地小前バス停：徒歩1分